# Vantanea paraensis
Vantanea paraensis är en tvåhjärtbladig växtart som beskrevs av Adolpho Ducke. Vantanea paraensis ingår i släktet Vantanea och familjen Humiriaceae. Inga underarter finns listade i Catalogue of Life.